# 丰县生育八孩女子事件
铁链女事件（又称：锁链女事件、丰县八孩母亲事件、徐州八孩母親事件）是2022年1月曝光的妇女被虐待、多次拐卖案件及一系列后续风波，事发于中国江苏省丰县欢口镇。一名据称生育八个孩子的精神异常且被囚禁的女子的视频被传播至网络，并随着多路调查者对真相的揭露，该事件最终引发了巨大的舆论争议。事发后至2月上旬，丰县、徐州市两级行政机构发布了多次通告，但都因为自相矛盾而未能平息民愤。2月中旬，中共江苏省委、省政府组成调查组介入事件，并发布最终调查报告。舆论借此事呼籲中国政府保护农村女性和精神疾病患者、打击中国农村拐卖妇女儿童和性侵问题，亦有舆论质疑当地政府和官方媒体在事件中的作为。在事件发生后，时任中共丰县县委书记娄海和时任丰县宣传部部长苏北因瞒报和发布不实信息被中共江苏省委免职，时任中共丰县县委副书记、县长郑春伟也被中共江苏省委免去党内职务并责令辞去县长一职。

## 背景
1980年代，随着改革开放后城乡二元户籍制度对人口流动限制的松绑，以及转向市场经济后农民手里开始拥有可供交易的货币，拐卖人口的犯罪活动逐渐在中国大陸滋生。虽然1983年的严打行动使此类犯罪活动有所收敛，但1985年下半年后人口贩卖又呈卷土重来之势。苏北是江苏省内的欠发达地区，不少贫困男性为了传宗接代，不惜铤而走险，从更贫穷的云南、贵州、四川山区购买妻子。而位于苏鲁豫皖四省交界之处的苏北地区（包括丰县）又是中国大陸重要的铁路枢纽，「外来媳妇」流入相当便利。因此自1985年以后，许多女性被拐卖到苏北地区，在1988年至1990年的高峰期内一年里被拐到苏北地区的云南女性就有2000人至3000人。1993年后，当地甚至出现了「人带人」的现象，一些先期到苏北的女性开始介绍家乡的女性来苏北。2000年国家对拐卖人口行为实施专项严打后，加之科技手段进步，户籍信息联网，包括丰县在内的全国各地人口贩卖活动有所下降。

## 具体经过

### 事发

#### “八孩之父”
早在2021年底，有關江蘇豐縣歡口鎮董集村一名五旬父親生育八个孩子的故事已在當地流傳，该名父亲名为董志民，「八孩之家」是當地小有名氣的網紅打卡地點，許多主打“正能量”的博主慕名採訪，並拍攝視頻宣傳該父親「父愛如山」、宣揚當地的扶貧政策，但少有提及八個孩子的母親，在当时未有引起很大关注。其後，董志民亦在影音平台開設賬號“八个孩子爸爸”，塑造「英雄父親」的，在一些网络主播的宣传下，不少民眾向董志民一家捐贈吃穿用品，甚至有商家請他代言推銷。事发后，董志民代言商業廣告的行为引发民眾憤怒。唯一对商业行为进行批评的中國官媒《法治日報》的文章在2月6日发表當晚就被刪除。

#### “八孩之母”
2022年1月27日晚，中國大陸博主「徐州一修哥」在影音平台抖音发布了其前往董志民的住所拍攝的影片。片中可見，董志民在房中给孩子穿衣、吃饭，他的妻子则被铁链綁著脖子，鎖在家中大房子旁边的一个破屋中。当地气温接近0度，她衣着破敗、牙齒零落，食物糟糕。影像曝光後得到不少知名網紅和網民關注和轉發，不少民眾留言擔憂鐵鏈女遭到了拐卖和家暴，並呼籲報警，此後部分展示鐵鏈女的視頻被刪除。
1月28日中午，丰县妇联工作人员称，当天一早已接到多名网友反映有關鐵鏈女的情况，該組織與公安等多个部门已经介入调查。
事件曝光以後，有早前採訪八孩母親的影像再度進入公眾視角，其中一段由一名經微博認證的北京律師發布的視頻顯示，八孩母親疑似操着方言説道「不可能讓我走的……這個世界不要俺了」，引發網友熱議。

### 豐縣第一次通告
1月28日下午，中共丰县县委宣传部发布调查通报。通报称，该生育八孩女子名为杨某侠，於1998年8月与董志民领证结婚，不存在拐卖行为。通报又引述其家人和邻居反映，指杨某侠经常无故殴打孩子和老人，并指她被诊断出患有精神疾病、已得到救治，中共丰县县委、丰县县政府已对其家庭开展进一步救助。
同日，中共豐縣縣委宣傳部工作人員對《極目新聞》記者表示，網傳鐵鏈女遭受拐卖和家暴的説法不實，鐵鏈女是歡口鎮人，是因她有暴力倾向才被家人安排单独住在小屋里。
1月29日，《澎湃新聞》引述欢口镇政府的一名工作人员称，当地政府为该家庭申请了低保，拴铁链为拍摄者“炒作”、博取眼球，平时没有这些情况。

### 豐縣第二次通告
1月30日深夜，丰县联合调查组再发布调查通報稱，鐵鏈女在1998年6月流浪乞讨时，被已故的董志民父亲收留，此后便生活在一起，且該女子有“智障”表现，生活尚能自理，而办理结婚登记时，工作人员未对其身份信息进行核实。通報又稱，鐵鏈女之所以被鎖鏈拴住，是因为她自2021年6月以来病情加重，並且经常摔东西，將其鎖住是为了防止她犯病时伤人。

### 徐州市第一次通報
2月7日，中共徐州市委、徐州市政府联合调查组公布指，铁链女“楊某俠”原名为小花梅，是云南省福贡县子里甲乡亚谷村人，于1994年嫁至云南省保山市，1996年离婚后回到亚谷村，同村的桑姓女子（当时已嫁至江苏省东海县）受铁链女母亲所托，将铁链女带至东海治病，鐵鏈女在抵達當地之後走失，當時桑女未有报警，也未告知她的家人。调查组表示，鐵鏈女早在雲南亞谷村生活時已表现出言语行为异常，調查組已组织市、县两级医疗专家对鐵鏈女的“精神分裂症”进行会诊治疗，其精神状况趋于稳定。通报亦提到，铁链女的牙齿脱落经诊断是重症牙周病所致，其他健康指标正常。通報又指出，经过南京医科大学司法鉴定所DNA鉴定，八个孩子和董志民、铁链女均符合生物学亲子关系。

### 徐州市第二次通告
2月10日，中共徐州市委、市政府联合调查组公布事件調查通告。通告指，董志民涉嫌非法拘禁罪，桑姓女子和其时姓丈夫涉嫌拐卖妇女罪，均被采取刑事强制措施。調查組同時表示，經各级警方对鐵鏈女及其同母异父的光姓妹妹（原為花姓）与铁链女已去世的普姓母親生前遗物进行DNA检验比对，認定普女與鐵鏈女、光女符合母女关系，认定鐵鏈女“杨某侠”即是“小花梅”。

### 民間調查
針對徐州市2月7日發布的調查通告稱鐵鏈女「楊某俠」是原名「小花梅」的雲南人，《雲南信息報》前調查記者「鐵木」和「馬薩」在2022年2月8日至11日來到據稱是鐵鏈女的家鄉「亞谷村」實地探訪，并與「TM」一同把訪談記錄整理成《尋找小花梅》並於2月12日在其微信公眾號「路的另一邊」發表。訪談稱，他們從縣政府及當地人了解到，「小花梅」確實是亞古村人，並有一個同母異父的光姓妹妹，但無論是該名光姓妹妹，還是鄰居和村民，都沒有人能辨認出鐵鏈女是徐州市官方通報提到的「小花梅」，唯一指認出來的是一名醉漢；当地村民称，小花梅是傈僳族人，但视频中女子的语言不是傈僳语和怒族語。該份訪談也指出，當地民眾都否認曾有官員前往當地調查的說法。《尋找小花梅》的原發文稿在兩天後從微信公眾號中刪除。至2月23日，有媒體人在微博透露，指「鐵木」和「馬薩」兩人在發文後被昆明市公安傳喚，2月23日下午獲釋，並被公安要求不能外出、不能受訪，亦不能再評論此事。
2月18日，網名「我能抱起120斤」及「小夢姐姐小拳拳」的2名女性網民在微博連續發文報平安，並披露他們前往豐縣探訪鐵鏈女一路上的遭遇。據指，兩人於2月10日一同前往豐縣第二人民醫院，希望送花給鐵鏈女，但受到阻撓而無法成事，包括被人搶走手機，其後更收到警方來電警告，被指「發言不正當」；2月11日晚，她們被豐縣孫樓派出所「收留」，原因是涉嫌「寻衅滋事」，當晚兩人被迫分開，接受高強度的審問和嚴密監視，期間網民「我能抱起120斤」曾經被民警以電腦外罩緊套頭部、險些窒息；2月14日，她們被沛縣公安押往徐州看守所，網民「我能抱起120斤」期間曾被便衣人士在警員面前毆打，傷痕遍佈頭部、頸部及臉部。兩名網友數日後被釋放，並於2月18日更新微博，網友「小夢姐姐小拳拳」未有交代事跡，只表示要「陪陪家人」，而她的多個平台賬號都被封禁。3月初，「我能抱起120斤（乌衣）」家人称其又被警方带走并失联至今，引起网民持续讨论。6月24日，有网络传言称其被以寻衅滋事罪判刑八个月，但当事人及其家属仍杳无音信。
此外，有網民試圖前往董集村探訪鐵鏈女，但都遭到警方阻擋。有資深媒體人向媒體表示，當局以防疫為名封鎖事發地董集村的交通，禁止記者與民眾靠近；綜合港、台媒體報導以及各方消息顯示，董集村不但被鐵皮包圍，豐縣人民武裝部更派出穿著軍大衣的疑似民兵駐守村口。自由亞洲電台2月7日報導指，該報曾向當地公安局致電被拒絕接聽，隨後記者先後採訪中共豐縣縣委、縣委宣傳部、當地網信辦等各級官員，過程中對方均未有透露調查進展，且層層推諉，最終記者被網信辦人員挂斷電話。

### 江苏省调查
2月17日，中共江苏省委、江苏省政府成立“丰县生育八孩女子”事件调查组。2月23日早上，中共江苏省委、江苏省政府调查组透過交汇点新闻對外公布调查处理情况通报。通報指出，綜合DNA檢驗比對、查閱小花梅雲南戶籍底冊和調查走訪江苏、云南、河南等地，确认鐵鏈女“杨某侠”就是云南亚谷村的“小花梅”。
调查通报提及杨某侠从云南来到江苏的全过程：1998年，小花梅被同村的桑姓女子以介绍对象、看病为由，带到江苏东海县，介绍给桑女的时姓丈夫认识的徐姓男子当对象；小花梅与徐男共同生活三四个月后，于1998年5月上旬失踪，后被河南省夏邑县骆集乡经营饭店的谭男、李女夫妇收留，一个月后卖给在饭店附近工地务工的两名霍姓人士，经由二人将小花梅带回丰县，在一名刘姓人士介绍下，转卖给董志民的父亲。
对于杨某侠身份信息的问题，通报表示，董志民于2000年6月办理结婚证，找村委会邵姓会计开具婚姻状况证明，在他人建议下将“杨某英”改名为“杨某侠”；按着董志民自报信息，欢口镇民政办工作人员违规办理婚姻登记，将两人的结婚日期登记为1998年8月2日，杨某侠出生日期登记为1969年6月6日，其中杨某侠的名字被笔误写成“扬某侠”。此外，新华社报道指，“时任欢口镇民政助理于法贞未按婚姻登记相关规定要求双方婚检，在女方户口证明、身份证缺失的情况下，违规办理婚姻登记”。
其后杨某侠于2011年3月在欢口镇卫生院生次子，董志民父亲更应卫生院要求，托人伪造“杨某英”的身份证。2020年11月，为办理低保，董志民申请为杨某侠落户，公安机关照规定在拐卖／失踪儿童信息系统和DNA数据库比对杨某侠的DNA信息，未比中。2021年4月14日，欢口派出所按照无户口人员登记户口规定，为杨某侠办理该镇集体户口与身份证，根据其结婚证上的姓名和出生日期登记为“杨某侠”，1969年6月6日出生。经确认，“杨某英”、“杨某侠”为同一人，二者名字经常混用。
对于杨某侠生育八孩的情况，通报指出，杨某侠于1999年7月生下长子董某港后采取节育措施，直至2010年失效，后在2011年至2020年又生育7个孩子，其中2012年生育第三子后，原本已存在的精神障碍症状逐渐加重，经专家诊断确认患有精神分裂症；此外专家确认杨某侠的牙齿脱落是由重度牙周炎导致，未发现外伤致牙齿缺失的客观证据。
对于网传杨某侠为四川籍失踪女子李莹的问题，通报称公安机关专门比对了李莹母亲和杨某侠的DNA，结果显示不存在生物学亲子关系，以此认定两者非同一人。
在犯罪行為和懲處方面，通报指出，2017年以來，董某民在杨某侠發病時對其實施布條繩索捆綁、鐵鍊鎖脖，有病不送醫治療等虐待行為，董志民因涉嫌虐待罪於2月22日被批准逮捕，公安機關將對其包括涉嫌收買被拐卖婦女等犯罪開展偵查取證工作。而參與拐卖婦女的桑姓女子與丈夫已經被批准逮捕，其他相關嫌犯6人也都被公安機關已立案並採取刑事強制措施。
通报公告了事件当事人及相关责任人的处理情况，表示警方已以涉嫌虐待罪逮捕董志民，之后对涉案犯罪事实及涉嫌收买被拐卖的妇女等犯罪继续开展侦查取证工作；另外，中共丰县县委书记娄海、县长郑春伟及宣传部长苏北等三名党政高层瞒报事件、发布不实信息，遭到撤销党内职务、政务撤职、免职等处分，三人在职期间担任副县长、卫健委主任、公安局长，下辖的欢口镇书记、镇长等14名官员全数开除党籍及撤职处分。同日中共江苏省委决定，中共丰县县委书记由徐州市副市长王维峰兼任。

### 逮捕與判决
2022年2月22日，小花梅的「丈夫」董志民以涉嫌虐待罪被批准逮捕；而事件主角小花梅（楊慶俠）於2022年1月28日被當地衛生部門送進豐縣第二人民醫院精神科住院至今，兩天後經徐州市專家會診診斷其患有精神分裂症（半個月後經南京脑科医院與中国政法大学證據科學研究院複核），小花梅對答不切題、自言自語、對空謾罵，內容凌亂，情感不協調、行為衝動，自知力缺乏等表徵，並有重度慢性牙周炎，未發現外傷導致牙齒缺失等症狀。小花梅由大兒子董某港與醫院醫護照顧。
其他六名未成年的子女（视频中称六位但实际未成年子女共有七位）則留在董集村，由董志民的母親與其他村民照顧，原來正宅旁邊的、小花梅分別被關進過的兩間小屋已被拆除，在正宅旁邊的成為小棚子。
2023年4月6日，江苏省徐州市中级人民法院一审公开开庭审理被告人董志民虐待、非法拘禁案，被告人时立忠、桑合妞拐卖妇女案和被告人谭爱庆、霍永渠、霍福得拐卖妇女案（以上5人拐卖妇女犯罪因超过追诉期限，经最高人民检察院核准予以追诉），4月7日作出判决，认定董志民犯虐待罪，判处有期徒刑六年六个月，犯非法拘禁罪判处有期徒刑三年，数罪并罚，决定执行有期徒刑九年；认定被告人时立忠、桑合妞、谭爱庆、霍永渠、霍福得犯拐卖妇女罪，分别判处有期徒刑十一年、十年、十三年、八年六个月和八年，并处罚金。庭审中，被告人董志民、时立忠、桑合妞、霍永渠、霍福得表示认罪、悔罪。 此外，徐州市人民检察院认定另外两名犯罪嫌疑人李某玲、刘某柱在拐卖妇女犯罪中作用较小、情节较轻，未予追诉。

## 各方反應

### 社会活动家和组织
- 《环球时报》前总编胡锡进就事件指出，把精神病人当成生育工具涉嫌违法[50]。他也对徐州和丰县发布的多份调查报告提出质疑[51]。他更表示，一个基层事件到省级不得不成立调查组，从政治上而言是悲剧性的，是官方公信力已经非常脆弱再清晰不过的警钟。[52]
- 新華社對外編輯副主任韓松於2月6日發文表示，比起近期熱門的電影《長津湖之水門橋》或是北京冬奧吉祥物冰墩墩，他更關注「江蘇豐縣八個孩子媽媽被虐待精神失常疑遭拐卖」等多起拐卖婦女事件；他更以科幻作家的身份作諷刺，形容科幻小説劇情在這類事件面前都顯得「毫無意義」。該貼文不足兩日便遭到移除，原因不明。[53][54]
- 北京大学百名校友2月15日晚发表联署公开信，要求中共中央及国务院彻查事件，公开信翌日已被刪除[55][56]；中国人民大学、清华大学、浙江大学、山东大学等高校的數百名校友随后跟进[56]。
- 前全國政協委员劉夢熊在2月16日向中共中央和国务院发出公开信，要求彻查该事件[57][58]。
- 旅美中国作家胡平以「塔西佗陷阱」形容本次事件，認爲中國各級政府在事件中的作爲已使其公信力下降[59]。
- 旅美中國作家何清涟認為，此事件只是中国人口販運的悲惨片段。[60]
- 維權律師莫少平认为，中国在立法上存在缺陷，买方与卖方应该同罪[61]。
- 美国作家嚴歌苓2月11日在周孝正之網路節目上，批評中共中央總書記習近平是人販子，兩天後她被新浪微博與百度百科封殺[62]。
- 旅美人權活動者楊建利认为，此事件的曝光令中國最高領導層的形象趨於負面，甚至完全崩塌[59]。
- 2月12日，几名在纽约的中国留学生在纽约时代广场为此事发声举牌[63]。美国华人基督徒在2月17日通过光傳媒對外征集全球基督徒联署声援當事母亲[64]。

### 中國境外媒體
事件曝光後受到世界各地媒體廣泛關注，如纽约时报、BBC、德国之声、端傳媒、自由时报、聯合報、大纪元、华盛顿邮报、自由亞洲電台等跟進报道此事，并质疑中国妇女权益缺乏保护，認爲此事反映出中国女权相当落后。另外有媒體指出，除了财新网对网络舆情和官方通报有跟踪以及央视转述丰县官方的通报外，没有任何官媒对事件进行调查报道；也有媒體呼籲中國主流媒體和官媒不要刻意迴避此事，否則會損害媒體自身形象。

### 中國官方媒體
自1月27日事件曝光後至少20天內，未有任何中国官媒对事件表达立场或发表调查报道，仅转载了當地政府的几次官方通告。直至2月17日，央視新聞引述中共江蘇省委、江苏省政府決定成立調查組的消息，同日，全國婦聯機關報《中國婦女報》以及《人民日報》海外版「俠客島」都在官方微博發文呼籲儘快查明事實真相，並一同表示期待「一錘定音」的調查結果。
八孩父親董志民在引起輿論關注後為商業廣告代言，引起爭議。就此，中國官媒《法治日報》曾於2月6日在微博發表署名「劉紫薇」的評論文章，批評董志民和有關商家是吃相難看的「流量名人」，但該文章在當晚就被刪除。2月18日，深圳卫视在《正午30分》节目中以三分多鐘整理报导此事件，但当日节目亦已从网站下架，具體原因未知。
2月19日，中國官媒《农民日报》主办的“中国农网”刊发该报原編委、高級記者孙鲁威的评论文章，回应社会上对没有任何主流媒體对事件进行调查报道的质疑。該文章稱，主流媒體是黨的一支有素質的宣傳輿論隊伍、具有嚴明的紀律，正是這種「集體沉默」形成的態度等來了事件出現新的轉機；文章更反問網絡紅人是否「雞一嘴鴨一嘴」就是功德。該文章引起網民強烈爭議，随后被从“中国农网”上删除。
2月23日，江苏省政府调查组公佈调查处理情况通报後，新華網、央視與江苏广电总台同時發佈一系列跟進訪問與評論。

### 中国官員
中央官员方面，国务院总理李克强在两会中提到，“有的地方发生了严重侵害妇女群众权益的事件，我们对此感到痛心。”第十三届全国人大代表蔣勝男于1月29日发布微博，表示已汇报相关舆情，并称涉事女子已送入精神病院治疗，8个孩子由政府分别安置。第十三届全国政协委员朱征夫就此事向两会建言“严打拐卖、收买妇女儿童”。
至于地方官员，亦纷纷在2月23日江苏省调查报告公布后表态：
- 徐州市纪委书记李文飙表示，如果有一个环节负责，此事件就可能得到制止和纠正[44]。
- 2月23日被通报免职的中共丰县县委书记娄海、丰县县长郑春伟均表示此前不知道该事件。娄海称自己对此很愧疚，并表示愧疚感将伴随其下半生[44]。
- 曾任欢口镇镇长的徐善修表示之前未听说过该事件，并反思自己工作作风不扎实，在任五年未进入过董集村[44]。
- 王维峰接任豐縣書記一職翌日，他在豐縣全縣黨員幹部「走基層、轉作風、聚民心」工作大會上指出，此事件教訓極其深刻、極其慘痛、令人刻骨銘心[92]。
- 深圳市委原书记、原市长厉有为发表诗歌「戰徐州」声援此事件当事人[93]。

## 争议

### “杨某侠”疑云

#### 身份
1月29日，有网友发出一则寻亲信息，表示杨姓女子可能是自己走失近20年的母亲，但最后确认并不是同一人。
2月8日，多维新闻报道有網友指杨某侠与其叔叔家失踪的女儿李莹容貌相似，網友上传的寻亲登记信息显示，李莹1984年出生，1996年失踪，“单眼皮，鼻子有点塌，嘴角有一小痣”。网传称在四川南充失踪的李莹是援藏武警军官李大忠的女儿。2月7日，李莹的妈妈告诉澎湃新闻，她1月29日从警方获悉，李莹的DNA与杨某侠并不匹配。李莹妈妈称，“我女儿走失的时候就有158厘米，口音应该也不会变化那么大。”江苏省政府成立的事件调查组在2月23日发布的报告中亦认定李莹与杨某侠并非同一人。
2月10日，中共徐州市委、市政府联合调查组表示杨某侠與小花梅為同一人。
2月14日，丰县导演王圣强发文称“就在我们临镇。都知道是李莹，但是有人不能让她是李莹”并表示自己有录音为证，但随后表示“老家政府领导来电话了，不让我说这事”并删除此番言论。艾晓明表示“没有看到调查组直接看望和向这位被锁链囚禁过的八孩母亲求证：她到底姓甚名谁？她所记得的年龄、家乡与亲人的名字”。
2月15日，《凤凰周刊》前编委、前记者部主任邓飞在微博曝出一组楊某侠和董某民于1998年8月2日的结婚照，照片上的杨某侠外貌特征与“八孩母亲”有明显落差，邓飞称收到网友发来杨某侠和董志民的结婚证照片，显示二人1998年8月登记结婚，杨出生日期是1969年6月6日。邓飞表示“不能判断该照片女性就是如今视频里看到的杨某侠”。
2月15日，江苏丰县宣传部回应财新网记者，称正在调查此事：“董某民和杨某侠的结婚登记是违规办理的，事件还在进一步调查中。”
2月23日，省政府调查组公佈调查处理情况通报的同時，江苏广电总台與央視发布杨某侠在丰縣医院休养的视频，希望能澄清关于其人身安全的传言，却反遭到网友质疑摆拍。部分网友对官方当日公布的鉴定结果并不买账，他们截取视频中的人像和结婚证比对，并要求官方公布更多鉴定细节。

#### 年齡
官方尚未公開楊某俠的年齡。1月29日杨某侠被送入醫院治療後，央視拍到的其病歷資料卡上顯示年齡為52歲。2月12日，雲南當地前調查記者馬薩與鐵木發布《尋找小花梅》調查長文，根據小花梅同母異父的妹妹自述，自己出生於1988年。其母親曾向她表示她有一個大9歲的姊姊。按照小花梅同母異父的妹妹的說法小花梅則出生於1979年，即43岁。

#### 患病疑云
1月28日，正观新闻報道曾有本地的爱心人士去过董志民這家探訪，有爱心人士告訴記者表示杨某侠患有精神病，时好时坏，犯病的时候乱跑乱骂。但是极目新闻引述一则视频的留言中稱，杨某侠刚到村里时还会说英语，精神正常，被董某民的父亲要求其和董某民发生性关系时不从，遭家暴后才成了影片中的样子。

### 长子出生年份
有指董志民和杨某侠的长子董某港，因出生在1997年7月香港回归之时而得名。《自由亚洲电台》报道中，这一说法被指来自董志民本人。这一出生时间，与丰县联合调查组1月30日通报中，杨某侠在1998年6月后与董志民“生活在一起”相互矛盾。
2月23日江苏省通报中，针对“小花梅第一个孩子董某港生于1997年”的疑问，称杨某侠在1999年7月生下长子董某港，2011年3月生下次子。同时，“经公安机关调查，查明欢口镇有两个姓名同为董某港的人，其中一人1999年出生，为杨某侠长子；另一人1997年出生，为邻村人，现在外打工。”

### 婚姻有效性
2月24日，澎湃新闻评论指出通报中董某民涉嫌的虐待罪多存在于家人之间，罪名成立建立在两人婚姻合法有效的前提下。虽然董某民和小花梅已经办理结婚登记，但因董有拐卖妇女之嫌，加之小花梅存在精神障碍，婚姻登记也存在弄虚作假，两人的婚姻应视作胁迫婚姻，应当被视作无效。评论希望官方查明两人婚姻是否有效，并呼吁司法救济。如果两人婚姻无效，虐待罪将不再适用，董某民将涉嫌故意伤害罪、非法拘禁罪、强奸罪等，量刑相较虐待罪会大大加重。

### 其他質疑
- 部份媒體認為，事件中可能存在殺女嬰犯罪行為，因為八個孩子出現七個男孩一個女孩的性別比機率極低，機率僅有1/32。[105][106]另一個性別選擇的旁證是徐州市公安局的戶籍統計資料，2005年0歲組人口的性別比高達172.44，遠遠偏離了正常的新生儿性别比例。[a]

- 八个子女中唯一的女孩名叫「银凤」，网友质疑是否之前还有个女孩叫「金凤」[109]。

## 影响
八孩事件持续发酵的同时，大众开始关注当地乃至中国大陆的人口拐卖情况。多个中国大陆早期报道人口拐卖的电影或纪实文学作品获得大众关注，包括1980年代徐州发生轰动全国的一桩特大劫持拐卖妇女案的调查报告文学《黑色漩涡》 、1980年代关于中国妇女买卖的纪实文学《古老的罪恶——全国妇女大拐卖纪实》（已被下架）、电影《盲山》等。其中电影导演李杨更开放其作品《盲山》的著作权，以希望更多人关注买卖妇女的问题。亦有部分中国艺术家根据此事件创作了大量诗歌、绘画、雕塑等相关艺术作品。
受此事件影响，2月7日，北京大学法学院教授车浩和中国政法大学教授罗翔对是否应该提高收买被拐妇女儿童罪之刑罚展开争论。
2月21日，新華社旗下《半月谈》時政雜誌在官方微博發文稱，2021年12月24日至翌年1月22日在全国人大网上公开征求意见之《妇女权益保障法》修订草案，在不到一个月的时间里，罕见地收到社会各界42万余条法律意见，参与人数高达8.5万余人。相比同期征求意见的其他草案，只有數十至数百不等的参与人数，明顯受社會廣泛关注。

### 中央政府
2月22日，中共中央、国务院发布《关于做好2022年全面推进乡村振兴重点工作的意见》，要求依法严厉打击侵害农村妇女儿童人身权利的违法犯罪行为。这是这一表述时隔一年再次进入中央一号文件。
2月23日，全国两会上海代表团将在两会关注妇女儿童拐卖问题，代表建议实施买卖同罪，严惩买家。
3月2日，公安部宣佈，按国务院反拐部际联席会议总召集人赵克志、公安部副部長王小洪部署要求，在3月1日至12月31日开展打击拐卖妇女儿童犯罪专项行动，对来历不明的流浪乞讨、智力障碍、精神疾病、聋哑残疾等妇女儿童全面摸排；建立健全舉報機制，廣泛發動群眾揭發及檢舉；對疑似被拐者和尋親者，要第一時間採集DNA等信息並加強信息研判，為此行動提供有力支撐；公安部有关业务局、国家移民管理局和民政部、国家卫健委、全国妇联多個有关部门参加。該专项领导小组办公室设在公安部刑事侦查局。
3月5日，第十三届全国人民代表大会第五次会议，国务院总理李克强在政府工作报告中明确提出：严厉打击拐卖妇女儿童犯罪行为，坚决保障妇女儿童合法权益。这是自2014年以来首次将该表述写进政府工作报告。
3月11日上午，国务院总理李克强出席十三届全国人大五次会议记者会，并主动提及该事件：“最近，有的地方发生了严重侵害妇女权益的事件，我们不仅为受害者痛心，也对此事十分气愤。对漠视群众权益的，要坚决追责问责，对那些拐卖妇女儿童的犯罪行为要严厉打击、严惩不贷。”
3月29日，国务院召开反拐部际联席会议，国务院总理李克强批示指出：“拐卖人口伤天害理，对涉案犯罪分子要坚决缉拿归案、绳之以法。各级政府要加强组织领导，各有关部门要强化协作配合，担当作为、压实责任，对漠视群众利益的严重失职失责行为要严肃追责。要坚持综合施策，打防结合、标本兼治，整合各方面资源，健全反拐长效机制，坚决维护妇女儿童合法权益、维护社会正义。”

### 丰县及周边地区的相关事件
身处舆论漩涡的丰县，亦有多起事件引发大众热议，包括：
- 《中国经济周刊》記者引述中国裁判文书网上已公開的案例，丰县在数例被拐卖妇女的离婚案件，均不被丰县法院支持，並詳述2012年至2014年其中三份判決書[125]。
- 丰县2021年度地方债务率达373%，远超财政部制定的100%地方政府债务警戒线，且丰县城投公司在2015年陷入审计纠纷[126]。
- 此外，徐州辖下的贾汪区法院在2015年8月便通过离婚冷静期制度，为全国最早推出相关制度的地区[127][128]，而该制度在全国范围推行时曾引发较多争议。

## 备注
1. ↑  2022年2月15日每经网相关文章中[107]，引用数据来源于南京农业大学杨洪涛于2007年发表的硕士论文——《出生人口性别比失衡治理问题研究——以徐州为例》[108]。

## 外部鏈結
- 铁链女事件始末 （页面存档备份，存于） - 自由亚洲电台
- 「丰县生育八孩女子案」新聞專題 （页面存档备份，存于） - 中央社
- . 交汇点新聞客戶端. 2022-02-23  [2022-02-23]. （原始内容存档于2022-02-23）.
- 《古老的罪恶》，谢致红、贾鲁生，1989年5月，ISBN 9787533901714。描述20世纪80年代中国大陆人口贩卖境况的长篇纪实文学。